# Pseudonacaduba docilis
Pseudonacaduba docilis är en fjärilsart som beskrevs av Butler 1887. Pseudonacaduba docilis ingår i släktet Pseudonacaduba och familjen juvelvingar. Inga underarter finns listade.